# Valletta Prestons FC
Valletta Prestons Football Club – maltański klub piłkarski, mający swoją siedzibę w stolicy kraju - mieście Valletta.

## Historia
Chronologia nazw:
- 1934: Valletta Prestons FC
- 1943: Valletta FC - po fuzji z Valletta Saint Paul's AFT

Piłkarski klub Valletta Prestons FC został założony w Valletcie w 1934 roku przez młodych sportowców. Nazwę otrzymał od angielskiego klubu Preston North End F.C., historycznego pierwszego mistrza Anglii z roku 1888/1889. Poseł E. Calleja, promotor, wysłał list do słynnego angielskiego klubu z Midland, prosząc ich o pozwolenie na używanie ich nazwy i kolorów. Preston North End, nie tylko zgodził się, ale także wysłał pełny sprzęt piłkarski, dwa zestawy odznaki i autografy z ich błogosławieństwem. W 1934 roku klub startował w Minor League awansując po kilku latach w 1938 do Third Division, a w 1939 do Second Division. W 1940 z powodu II wojny światowej rozgrywki piłkarskie zostały zawieszone.
28 września 1943 klub po fuzji z Valletta Saint Paul's AFT otrzymał nazwę Valletta St.Paul's FC, ale szybko zmienił nazwę na Valletta FC i po wznowieniu mistrzostw w sezonie 1944/45 startował w First Division.

## Sukcesy

### Trofea międzynarodowe
Nie uczestniczył w rozgrywkach europejskich (stan na 31-05-2017).

### Trofea krajowe
| \| \| Zdobyte trofea w rozgrywkach Malty (stan na: 31-05-2016) \| |                                                          |      |          |
| Rozgrywki                                                         | Osiągnięcie                                              | Razy | Sezon(y) |
| Mistrzostwo                                                       | I miejsce                                                | 0    |          |
| Mistrzostwo                                                       | II miejsce                                               | 0    |          |
| Mistrzostwo                                                       | III miejsce                                              | 0    |          |
| Puchar                                                            | zdobywca                                                 | 0    |          |
| Puchar                                                            | finalista                                                | 0    |          |
| II liga                                                           | I miejsce                                                | 1    | 1939/40  |
| II liga                                                           | II miejsce                                               | 0    |          |
| II liga                                                           | III miejsce                                              | 0    |          |
| Malta                                                             | Zdobyte trofea w rozgrywkach Malty (stan na: 31-05-2016) |      |          |

## Stadion
Klub rozgrywał swoje mecze domowe na boisku w Valletcie.

## Inne
- Boys Empire League FC
- Malta University FC
- Valletta FC
- Valletta Rovers FC